# Newbridge
Newbridge (Droichead Nua em irlandês) é uma cidade da Irlanda e é situada no condado de Kildare. Possui 15.749 habitantes (censo de 2002).